# Killswitch Engage
I Killswitch Engage (talvolta abbreviati in KSE) sono un gruppo metalcore formatosi nel 1999 a Westfield (Massachusetts), negli Stati Uniti, a seguito dello scioglimento delle band Overcast e Aftershock. Dall'inizio del 2012 la band è così formata: Jesse Leach come voce, il bassista Mike D'Antonio, i chitarristi Joel Stroetzel e Adam Dutkiewicz, e il batterista Justin Foley.
Considerati tra i pionieri e i maggiori rappresentanti del melodic metalcore, i Killswitch Engage hanno pubblicato nove album in studio e un album dal vivo.

## Storia

### Gli inizi (1999-2000)
Dopo lo scioglimento degli Overcast nel 1998, Mike D'Antonio impiega un anno per rimettere insieme una nuova band. Nell'estate del 1999 arruola Adam Dutkiewicz (che diventerà anche produttore e compositore principale del gruppo) e Joel Stroetzel, batterista e chitarrista degli Aftershock e col successivo innesto di Jesse Leach, cantante di Corrin e Nothing Stays Gold, viene completata la line-up. Il nome è ispirato da un episodio di X-Files, intitolato appunto Kill Switch.
Il debutto avviene suonando come spalla degli In Flames: la casa discografica Ferret li nota e li mette sotto contratto e nell'estate del 2000 esce il disco di debutto omonimo.

### L'ingresso di Howard Jones e il successo internazionale (2001-2011)
Nel 2001 la canzone Numbered Days viene inclusa nella compilation live Nasty Habits, pubblicata dalla radio universitaria WERS. Nello stesso anno il gruppo firma per la Roadrunner Records e incide il suo secondo album in studio, Alive or Just Breathing (2002), mixato da Andy Sneap. Prima di pubblicare il nuovo album, la formazione subisce alcune modifiche: Howard Jones sostituisce Leach (che lascia nel 2002 per motivi di salute e per stare con la moglie appena sposata) e si aggiunge il batterista Justin Foley, compagno di Jones nei Blood Has Been Shed, che a sua volta rimpiazza Tom Gomes, durato poco. Nel frattempo Dutkiewicz è passato alla chitarra.
Nel 2003 i concerti all'Ozzfest e all'Headbangers Ball tour di MTV2 consacrano il successo della band. Il singolo When Darkness Falls appare nella colonna sonora del film Freddy vs. Jason. Nel 2004 viene pubblicato l'album The End of Heartache e per il resto dell'anno i Killswitch Engage battono i palchi americani suonando con Anthrax, Slayer, From Autumn to Ashes, Eighteen Visions e 36 Crazyfists. La title track The End of Heartache, inserita nel film Resident Evil: Apocalypse, si guadagna una nomination ai Grammy Awards. Nel 2005 il gruppo ricompare all'Ozzfest e pochi mesi dopo pubblica il DVD live (Set This) World Ablaze, registrato al Worchester Palladium.
Nel 2006 pubblicano il loro quarto album studio, As Daylight Dies. Il gruppo realizza il brano This Fire Burns per la WWE, utilizzato come theme d'ingresso dal wrestler CM Punk e inserito nell'album As Daylight Dies tra le tracce bonus. Il singolo My Curse sarà inserito nel 2008 nella colonna sonora del videogioco Burnout Paradise.

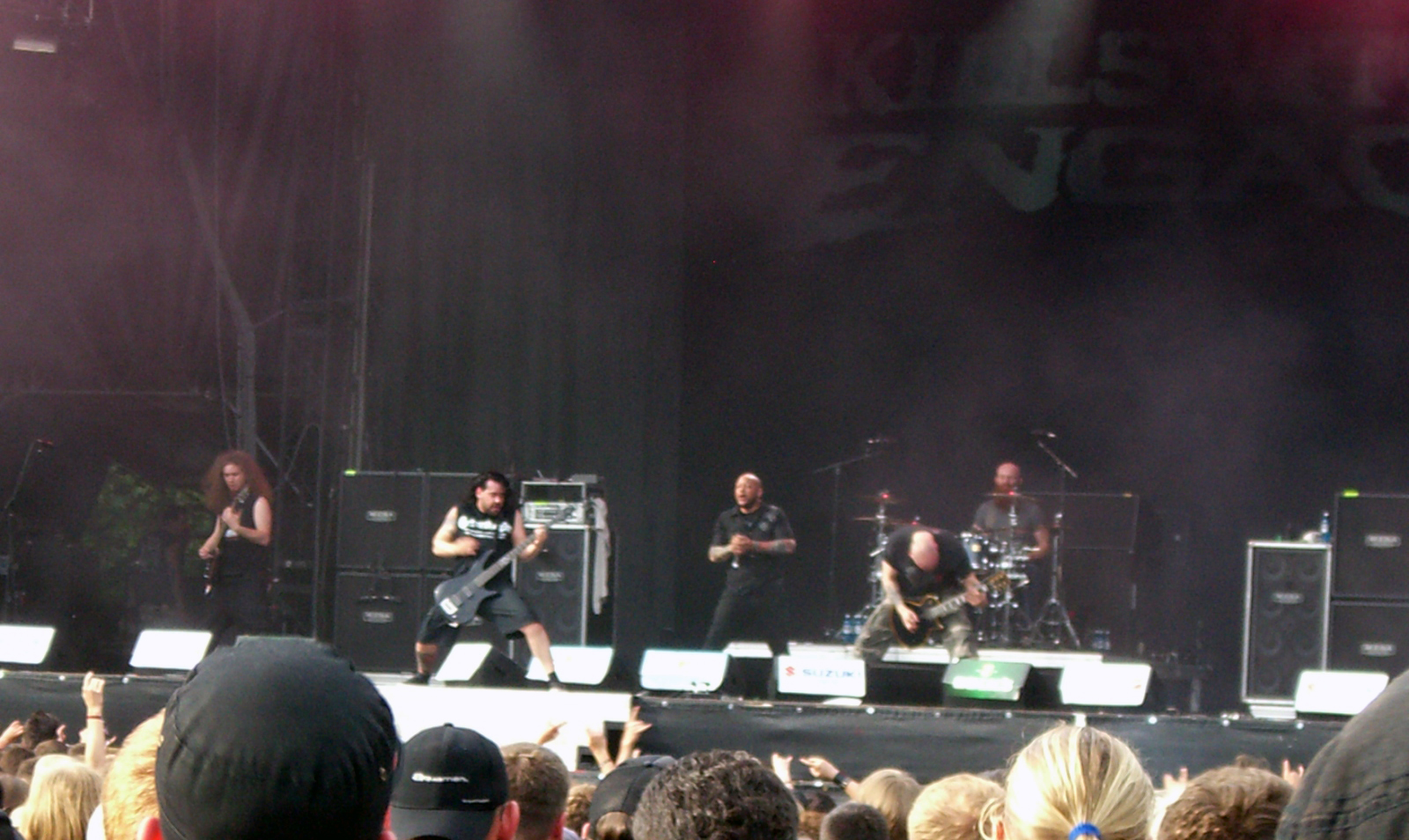
I Killswitch Engage al Rock am Ring 2007, con Howard Jones in formazione

Il 30 giugno 2009, come precedentemente comunicato dalla Roadrunner Records, il quintetto pubblica l'album Killswitch Engage, prodotto da Brendan O'Brien.

### Abbandono di Jones e ritorno di Leach (2012-presente)
Il 4 gennaio 2012 la band annuncia che il cantante Howard Jones non farà più parte della formazione, senza specificare la ragione di questa rottura.
Tuttavia il 7 gennaio lo stesso Jones fornisce le spiegazioni del suo abbandono:

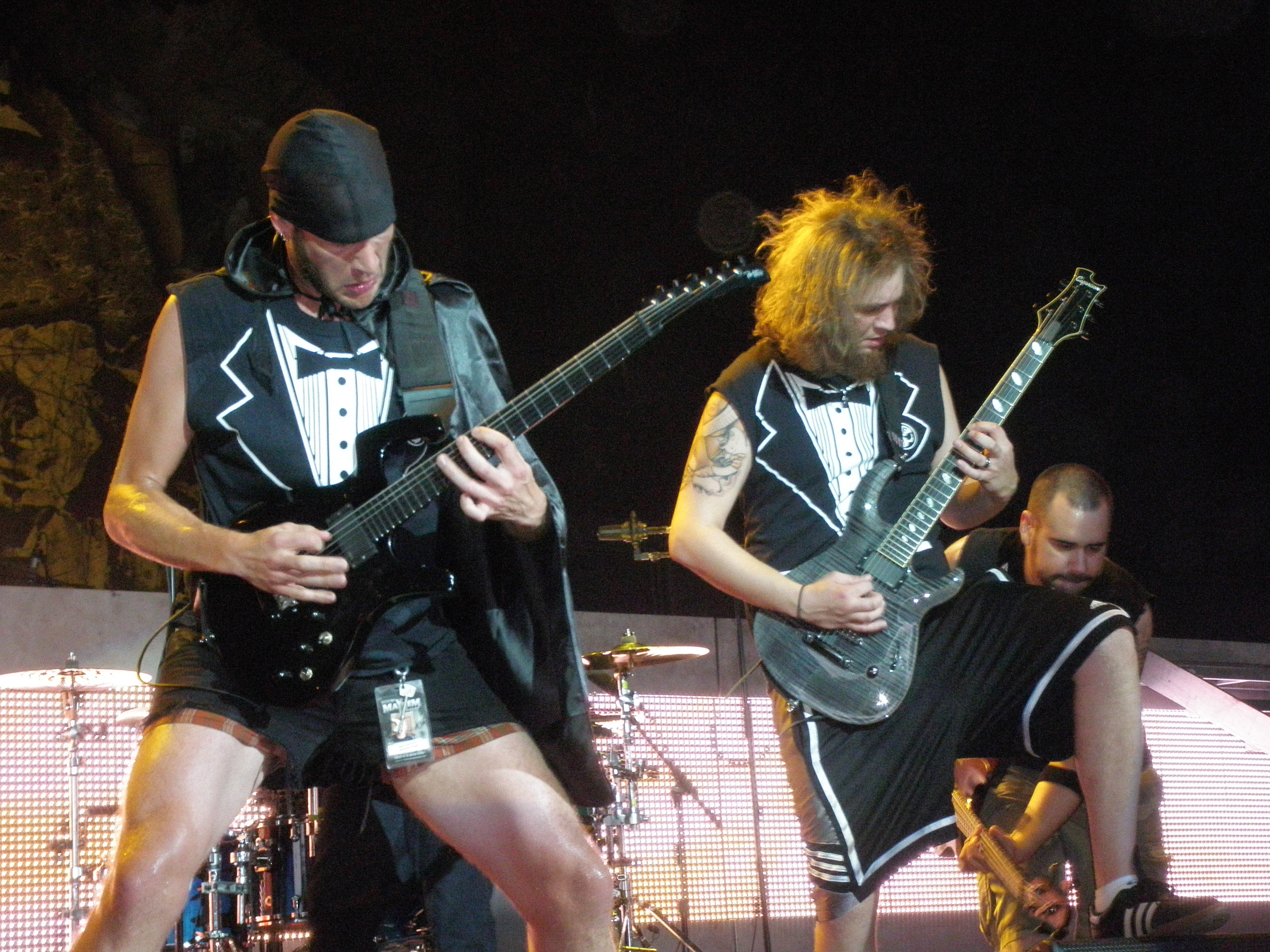
Adam Dutkiewicz e Joel Stroetzel al Mayhem Fest 2009

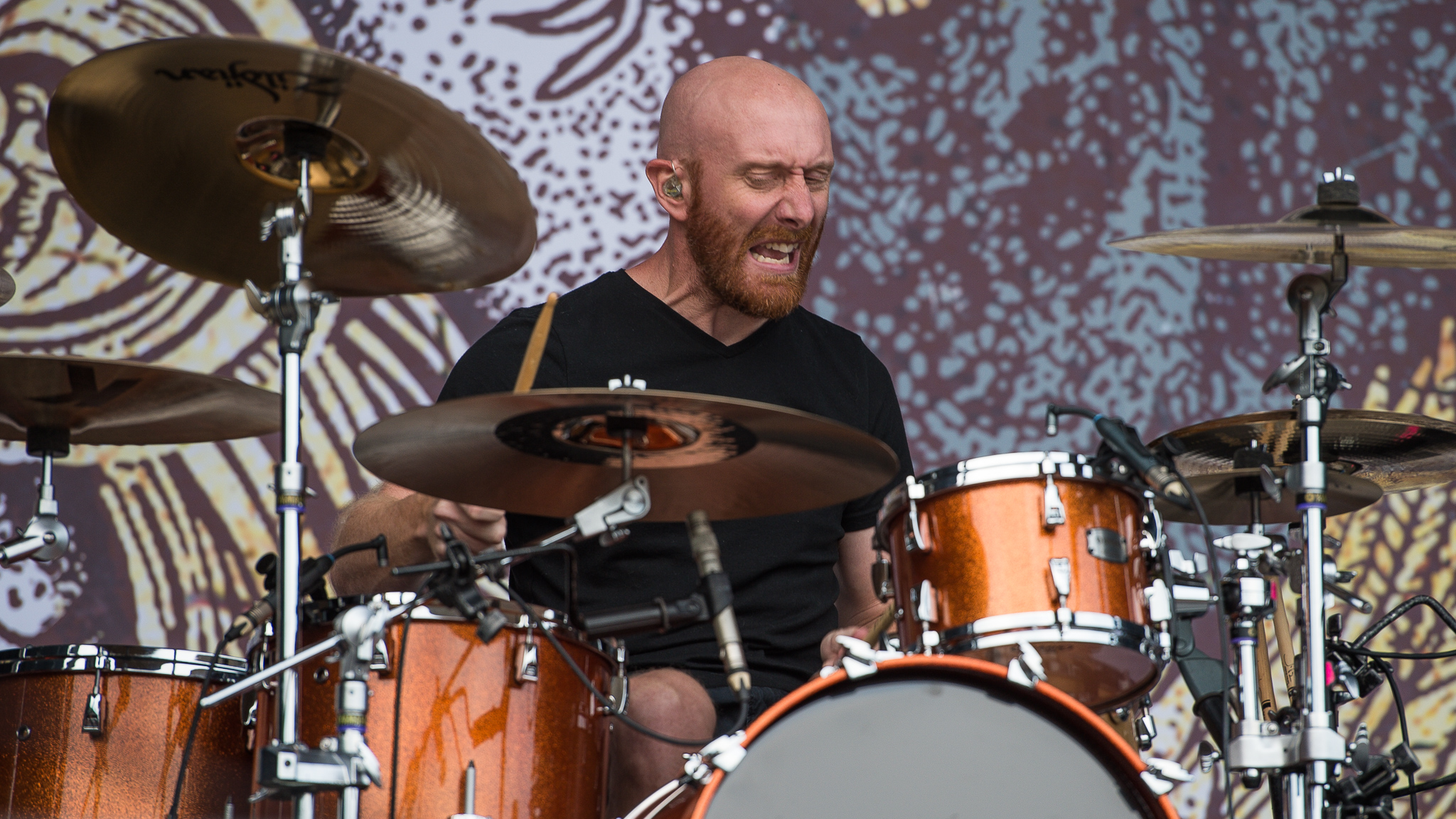
Justin Foley

Il 6 febbraio 2012 viene annunciato che il sostituto di Jones sarà non altri che il cantante originale della band, Jesse Leach.

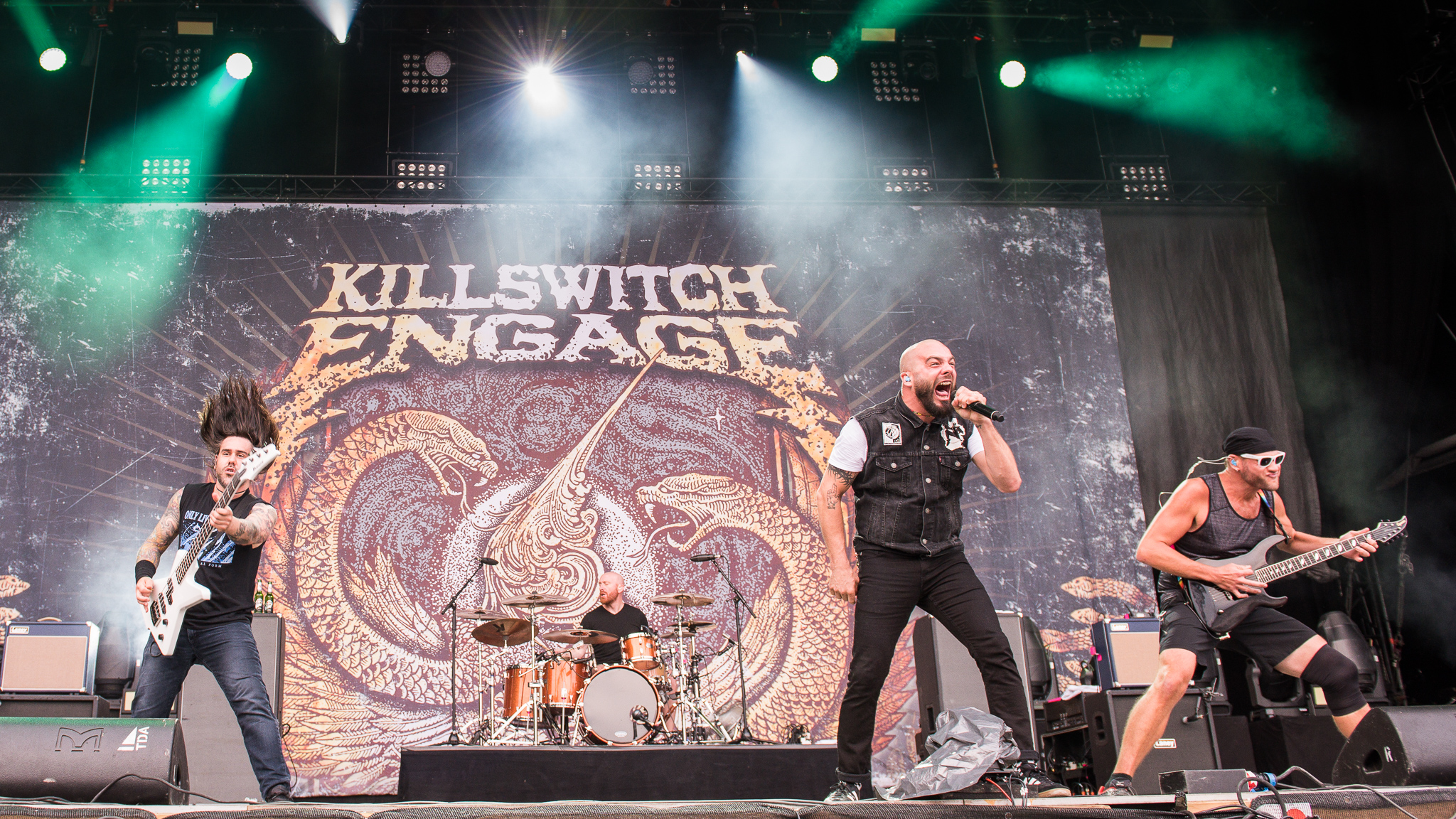
I Killswitch Engage al Rock im Park 2016

Il 20 giugno 2012 trapela su YouTube la demo di una nuova canzone dei Killswitch Engage intitolata This Is Confrontation. Successivamente, durante il "Trespass America Festival" organizzato da Metal Hammer il gruppo suona la canzone, presentandola tuttavia con il titolo No End in Sight. Il brano viene pubblicato come singolo e farà parte del sesto album del gruppo, intitolato Disarm the Descent e pubblicato il 1 aprile 2013. Il disco ottiene un ottimo successo di vendita, debuttando alla posizione numero 15 nel Regno Unito e alle 7 della Billboard 200 negli Stati Uniti d'America. Il singolo In Due Time viene inoltre nominato ai Grammy Awards 2014 nella categoria "Miglior interpretazione heavy metal".
Il 25 febbraio 2015, dopo un lungo periodo di tour, viene pubblicato il singolo Loyalty, incluso in Catch the Throne: The Mixtape Volume 2, in promozione della serie televisiva Il Trono di Spade. Il settimo album in studio del gruppo, Incarnate, viene pubblicato nel marzo 2016. Il 25 novembre dello stesso anno viene pubblicato in formato CD/Blu-ray il documentario Beyond The Flames: Home Video Vol.2, contenente inoltre le registrazioni delle esibizioni dal vivo del gruppo in occasione del "Monster Mosh Show" del 2014.

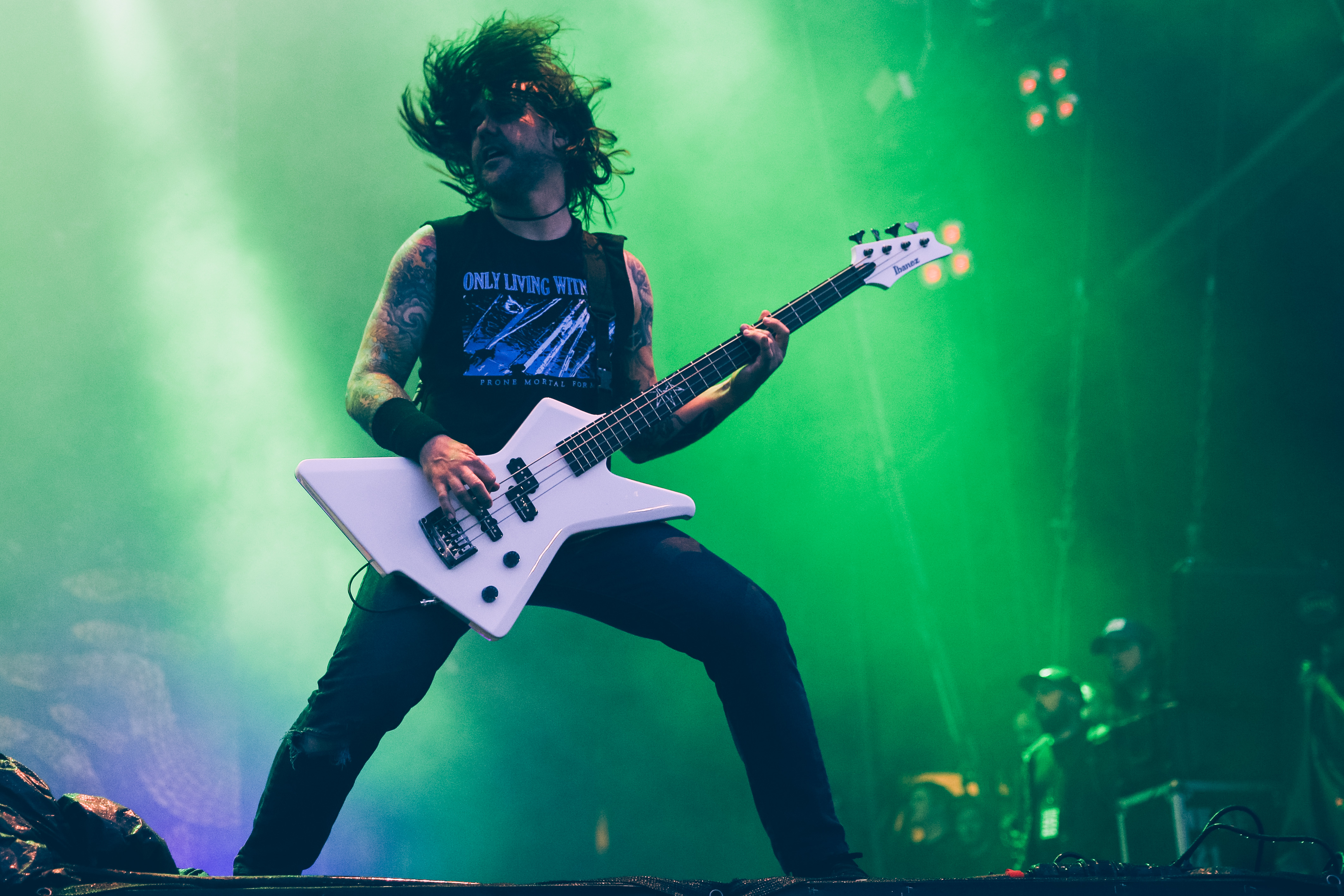
Mike D'Antonio al Rock am Ring 2016

Nel 2019 il gruppo firma un contratto discografico con la Metal Blade Records e la Sony Music Entertainment, chiudendo così la ultradecennale esperienza con la Roadrunner Records. L'ottavo album di inediti del gruppo, Atonement, viene pubblicato il 16 agosto 2019. Il terzo singolo The Signal Fire viene registrato con la collaborazione dell'ex cantante del gruppo Howard Jones, ora nei Light the Torch.
Il 1º maggio 2020 viene pubblicato l'EP Atonement II: B-Sides for Charity, contenente sei tracce scartate dalle sessioni di registrazioni di Atonement. Nel 2022 viene invece pubblicato l'album dal vivo Live at the Palladium. Nel novembre 2024 il gruppo pubblica il singolo Forever Aligned e conferma che il loro nono album in studio, This Consequence, verrà pubblicato il 21 febbraio 2025.

## Formazione
Formazione attuale
- Jesse Leach – voce (1999-2002; 2012-presente)
- Adam Dutkiewicz – chitarra solista e seconda voce (2002-presente); batteria (1999-2002)
- Joel Stroetzel – chitarra ritmica (1999-presente)
- Mike D'Antonio – basso (1999-presente)
- Justin Foley – batteria (2003-presente)

Ex componenti
- Pete Cortese – chitarra solista (2000-2001)
- Tom Gomes – batteria (2002-2003)
- Howard Jones – voce (2002-2012)

## Discografia
Album in studio
- 2000 – Killswitch Engage
- 2002 – Alive or Just Breathing
- 2004 – The End of Heartache
- 2006 – As Daylight Dies
- 2009 – Killswitch Engage
- 2013 – Disarm the Descent
- 2016 – Incarnate
- 2019 – Atonement
- 2025 – This Consequence

Album dal vivo
- 2022 – Live at the Palladium

EP
- 2020 – Atonement II: B-Sides for Charity

Singoli
- 2002 – Self Revolution
- 2002 – My Last Serenade
- 2004 – Rose of Sharyn
- 2004 – The End of Heartache
- 2005 – A Bid Farwell
- 2006 – My Curse
- 2007 – The Arms of Sorrow
- 2007 – Holy Diver
- 2009 – Reckoning
- 2009 – Starting Over
- 2009 – Killswitch Engage
- 2009 – Save Me
- 2013 – In Due Time
- 2013 – Always
- 2013 – Beyond the Flames
- 2015 – Strength of the Mind
- 2016 – Hate by Design
- 2016 – Cut Me Loose
- 2019 – Unleashed
- 2019 – I Am Broken Too
- 2019 – The Signal Fire
- 2020 – I Can't Be the Only One
- 2024 – Forever Aligned

## Videografia
Video musicali
- My Last Serenade (2002)
- Life to Lifeless (2002)
- Fixation on the Darkness (2003)
- Rose of Sharyn (2004)
- The End of Heartache (2004)
- A Bid Farewell (2005)
- My Curse (2006)
- The Arms of Sorrow (2007)
- Holy Diver (2007)
- This Is Absolution (2008)
- Starting Over (2009)
- Save Me (2010)
- In Due Time (2013)
- Always (2013)
- Strength of the Mind (2015)
- Hate by Design (2016)
- Cut Me Loose (2016)
- I Am Broken Too (2019)
- The Signal Fire (2019)
- Us Against the World (2020)
- Forever Aligned (2024)

Album video
- 2005 – (Set This) World Ablaze
- 2016 – Beyond The Flames: Home Video Vol.2